# Toukiden 2
Toukiden 2 (討鬼伝2?, Tōkiden 2) è un videogioco d'azione RPG del 2016, sviluppato da Omega Force e distribuito da Koei Tecmo Games per le console PlayStation e per PC.
Sequel di Toukiden: The Age of Demons, Toukiden 2 fu annunciato tramite un trailer alla SCEJA Press Conference 2015, dove fu presentato come un videogioco open world ambientato nello stesso mondo ed era del precedente, con la possibilità di cross-play tra le console PlayStation 3, PlayStation 4 e PlayStation Vita.